# Божие милосърдие (Белене)
„Божие милосърдие“ е римокатолически параклис, действащ молитвен дом на Никополската епархия в град Белене.

## История на храма
На Великден през 2010 г., двамата свещеници на Белене: католическият свещеник отец Корадо Газбаро, енорийски свещеник на двете енории в гр.Белене и православният свещеник отец Трайчо, заедно правят първата копка за изграждането на параклис до брега на Дунав.
Параклисът е осветен на 1 май 2011 г. – в Неделята на Божието Милосърдие, от Никополския епископ Петко Христов в съслужение с Апостолическия екзарх Христо Пройков. Параклисът не е голям, но притежава интересна архитектура – във формата на малък кръст, дело на арх. Борислав Богданов и уникални стъклописи в три от краищата на кръста, изпълнени от художника Стоян Карагеоргиев. 
Параклисът е дар от семейството на г-н Борислав Лоринков за всички християни от Белене. Стопанисва се от Никополската католическа епархия.
От 5 октомври 2019 г. реликварий с мощите на Св. Фаустина е изложен за постоянно поклонение в параклиса.